# Antonio Chacón
Don Antonio Chacón (1869-1929) né à Jerez de la Frontera, est un cantaor (chanteur) de flamenco.

## Biographie
Antonio Chacón, né le 16 mai 1869 à Jerez de la Frontera, de parents inconnus, est adopté par une famille dont le chef était savetier. Il commence sa carrière dans un café cantante (café chantant) accompagné par le guitariste Javier Molina. Il connaît ses premiers succès en se produisant au café de Silverio Franconetti. Son style se singularisait par une voix de ténor léger très différente du registre vocal des gitans, il interprétait essentiellement des chants andalous (malaguenas, fandangos, tarantas,  mineras). Sa renommée et sa grande influence dans le monde du flamenco du début du XXe siècle le firent surnommer Don Antonio. Il fut l'un des premiers cantaors à enregistrer des disques dans les années 1900.
Sa mort à Madrid le 21 janvier 1929 est suivie d'un enterrement national digne de celui d'un roi.